# Fresonara
Fresonara (piemontiul: Fërsnèira, helyi nyelvjárásban: Fërsnèra) település Olaszországban, Piemont régióban, Alessandria megyében. Lakosainak száma 627 fő (2023. január 1.).